# Cronologia della tecnologia ipertestuale
Questa voce presenta una cronologia della tecnologia dell'ipertesto, che include anche "ipermedia" e i relativi progetti e sviluppi della interazione umano-computer dal 1945. Il termine ipertesto è stato usato per la prima volta dall'autore e filosofo Ted Nelson nel 1965 per ipotizzare un sistema software in grado di memorizzare i percorsi compiuti da un lettore.
Collegati alla storia dell'ipertesto si vedano anche interfaccia grafica utente, multimedialità e il progetto Mundaneum del 1910, un sistema enorme indicizzato di schede a riferimenti incrociati creato nel 1910 da Paul Otlet e Henri La Fontaine.

## Anni 1940
- 1945: Memex (concetto)

## Anni 1960
- 1960: Progetto Xanadu (concetto)

- Padre Roberto Busa, uno dei primi studiosi ad utilizzare il computer per analisi linguistiche, realizza la lemmatizzazione di tutte le parole contenute nelle opere di Tommaso d'Aquino (nove milioni). L'Index Thomisticus possiede alcune caratteristiche dell'ipertesto: l'indicizzazione completa permette una navigazione vicina a quella ipertestuale, le concordanze rilevate (cioè la presenza dello stesso lemma in opere diverse - che quindi le collegano) possono essere considerate l'anticipazione del collegamento ipertestuale.

- 1967: Hypertext Editing System (HES, progetto di ricerca della Brown University)

- 1968

- - File Retrieval and Editing System (FRESS), anch'esso della Brown University, sostituisce lo HES

- - oN Line System (NLS)

## Anni 1970
- 1972: ZOG (progetto della Carnegie Mellon University)

- 1973: Xerox Alto

- 1976: Problem-Oriented Medical Information System (PROMIS)

- 1978: Aspen Movie Map

- 1979: PERQ (la prima workstation distribuita con un prezzo accessibile ai privati)

## Anni 1980
- 1980: ENQUIRE (software progettato da Tim Berners-Lee al CERN; non distribuito)

- 1981

- - Electronic Document System (EDS) conosciuto anche come Document Presentation System

- - Wes Kussmaul Encyclopedia

- - Xerox Star

- 1982: Guide (il terzo programma per la produzione di ipertesti ad essere commercializzato)

- 1983

- - Knowledge Management System, (KMS sostituisce ZOG)

- - The Interactive Encyclopedia System (TIES, dell'Università del Maryland), successivamente venne chiamato HyperTies

- 1984: NoteCards (sviluppato allo Xerox Parc

- 1985

- - Intermedia (terzo progetto della Brown University, succede a FRESS e ad EDS)

- - Symbolics Document Examiner (manuale dell'utente Symbolic realizzato in forma ipertestuale)

- 1986

- - TextNet (un approccio alla gestione del testo via network)

- - Neptune (un sistema di ipertesto per il CAD)

- 1987

- - Authorware di Macromedia (linguaggio di programmazione utilizzato per creare software interattivi che possono integrare suoni, testi, immagini e semplici animazioni)

- - Canon Cat (computer progettato dalla Canon. Tra le tante soluzioni innovative, i due tasti aggiuntivi "Leap": posizionati sotto la barra spaziatrice, rendevano possibile saltare direttamente alla parola cercata)

- - HyperCard (software per la creazione di ipertesti commercializzato da Apple)

- 1989

- - Director di Macromedia

- - The Sun Link Service

- - Information Management: a proposal, Tim Berners-Lee, CERN

## Anni 1990
- 1990: World Wide Web

- 1991: Gopher

- 1995: Wiki

- 1998

- - Everything2

- - XML

## Anni 2000
- 2001: Wikipedia